# Meanwhile, Back at the Ranch
Meanwhile, Back at The Ranch är ett pop/countrymusikalbum av Texas Lightning. Albumet bygger på covers av andra poplåtar sjungna i countrystil. Albumet släpptes först år 2005, men släpptes igen den 3 mars 2006 innehållande låten No No Never som gruppen tävlade med i Eurovision Song Contest 2006.
Skivan släpptes på Sony BMG Music Entertainment.

## Låtlista
1. Bad Case of Loving You (av Robert Palmer)
2. Like a Virgin (av Madonna)
3. No No Never
4. Kiss (av Prince)
5. Over the Mountains (översättning av "Über den Wolken" av Reinhard Mey. Översatt till engelska av Jon Flemming Olsen)
6. C'est la Vie (av Chuck Berry)
7. Highway to Hell (av AC/DC)
8. Dancing Queen (av Abba)
9. Man in the Mirror (av Michael Jackson)
10. Norwegian Wood (av The Beatles)
11. Smoke, Smoke, Smoke (That Cigarette) (av Tex Williams)
12. Walk After Midnight (av Patsy Cline)
13. Raindrops Keep Fallin' on My Head (av B. J. Thomas)
14. Walk on the Wild Side (av Lou Reed)
15. Blue Bayou (av Roy Orbison)